# 大布季夫卡
50°51′11″N 33°33′10″E / 50.85306°N 33.55278°E
大布蒂夫卡（烏克蘭語：Велика Бутівка）是位於烏克蘭東北部的村莊，由蘇梅州羅姆內區的赫梅利夫市鎮負責管轄。該村處於赫梅利夫卡河右岸，分別距離巴西夫卡1公里和扎克利莫克2公里，海拔高度178米，2001年人口為104人。